# Abendmusik

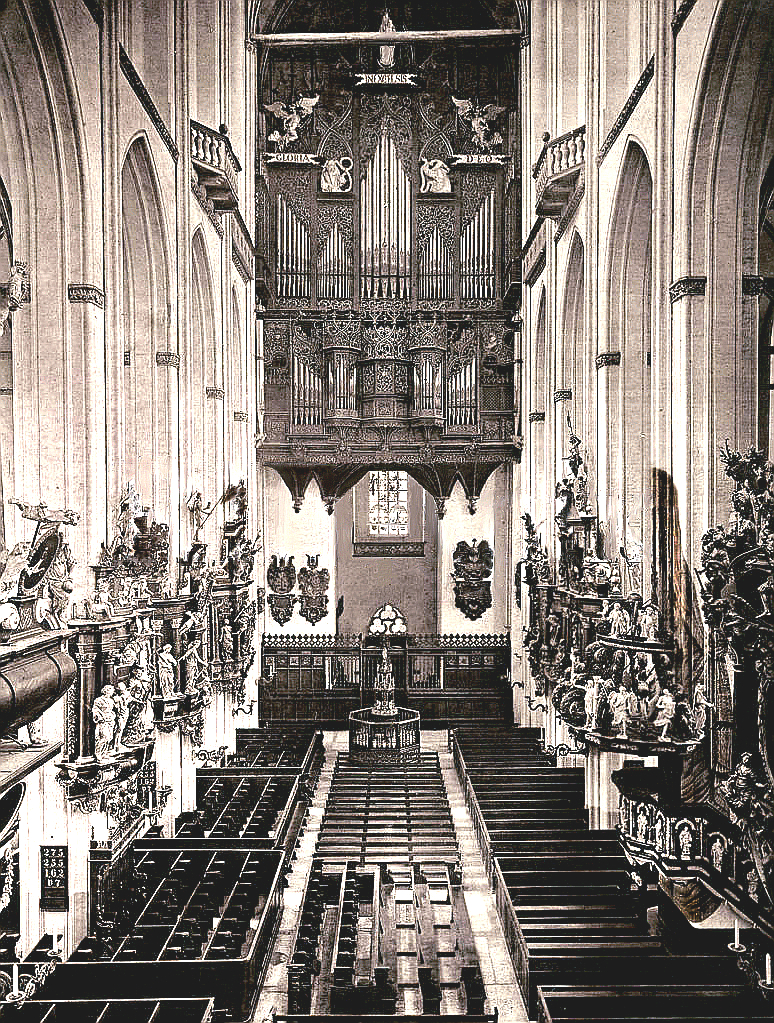
Es una imagen que hace referencia a abendmusik

Abendmusik (en alemán "música de tarde", en plural Abendmusiken) es un concierto que se brinda en este período del día, usualmente en una iglesia.

## Historia
Específicamente, esta designación se refiere a una serie de eventos en la Iglesia de Santa María (Lübeck, Alemania), que empezaron en el siglo XVII y se extendieron hasta 1810. Financiado por empresarios locales y por consiguiente, de entrada libre de público, Franz Tunder (organista de dicha iglesia desde 1641 hasta 1667) fue el primero en brindar este tipo de concierto con música de órgano y variedad de músicas vocales. Fue con su sucesor, Dieterich Buxtehude (organista en Lübeck desde 1668 hasta 1707) que estos conciertos lograron cierta prominencia y se estableció que se representaran los cinco domingos que preceden a Navidad. Buxtehude y sus sucesores incluso llegaron a componer oratorios de cinco partes para ser representados a lo largo de estas cinco jornadas.
El organista Walter Kraft (1905–1977) renovó esta tradición en 1926.
- Datos: Q318973